# Hebräisches Alphabet
Das hebräische Alphabet (hebräisch אָלֶף־בֵּית עִבְרִי Alef-Bet iwri, kurz schlicht Alef-Bet oder in aschkenasischer und jiddischer Aussprache Alef-Bejs genannt) ist das aus 22 Buchstaben bestehende Alphabet des antiken und modernen Hebräisch sowie des biblischen und talmudischen Aramäisch. Daneben wurden und werden teilweise auch andere jüdische Sprachen damit geschrieben, zum Beispiel Jiddisch, Judäo-Arabisch, Judäo-Persisch, Judäo-Berberisch und Ladino (Judenspanisch).
Die hebräische Sprache wurde ursprünglich in althebräischer Schrift geschrieben, die der phönizischen Schrift sehr ähnlich war. Gemeinsamer Ursprung beider Schriften war vermutlich die protosinaitische Schrift. Vom 5./4. Jahrhundert v. Chr. an setzte sich mit der Ausbreitung des Aramäischen die aramäische Schrift zum Schreiben des Hebräischen durch. Das Aramäische selbst erlebte im Laufe der Antike einen Wandel seines Schriftsystems und das Entstehen neuer Alphabete (syrische Schrift, mandäische Schrift), die teilweise bis heute verwendet werden. Das Hebräische bewahrte das ältere aramäische Alphabet (es wird oft als hebräische Quadratschrift bezeichnet) und bildete insbesondere im Mittelalter verschiedene Kursiven aus. Rabbinische Werke sind oft in Raschi-Schrift. Die heute übliche Kursive (auch als hebräische Schreibschrift bezeichnet) entstand im 19. Jahrhundert im deutschsprachigen Raum.

## Buchstaben, Aussprache, Umschrift
In der folgenden Übersicht werden die Buchstaben des hebräischen Alphabets in Quadratschrift und Kursive erläutert. Es handelt sich ausschließlich um Konsonanten. Daher spricht man in Bezug auf die hebräische Schrift oft von einem Konsonantenalphabet. Die meisten Vokale werden nicht geschrieben, doch können die Buchstaben Waw und Jod zur Abbildung von /o/ und /u/ bzw. /i/ verwendet werden, und He am Wortende steht in der Regel für auslautendes /a/ oder /e/ und nicht für den Laut /h/. Darüber hinaus gibt es Vokalzeichen, die jedoch nur in Ausnahmefällen in den Konsonantentext gesetzt werden.
Beim Transkribieren des Hebräischen in Lateinschrift werden alle Vokale, die zu einem Wort gehören, genannt, auch wenn sie die hebräische Konsonantenschrift nicht abbildet. So schreibt sich beispielsweise das hebräische Wort „Tora“ in hebräischer Schrift mit einem Waw für /o/ und einem He für /a/; in der Umschrift werden stattdessen die entsprechenden Vokale eingesetzt, hingegen die die Vokale darstellenden Konsonanten nicht abgebildet, also /tora/ und nicht /tṿrh/. Es gibt keine verbindlich festgelegten Transkriptionsregeln; die Empfehlungen der israelischen Sprachakademie werden in Israel teilweise, jedoch nicht konsequent angewendet, etwa auf Straßenschildern und Wegweisern. Die Transkription von Vor- und Familiennamen etwa im Reisepass und ähnlichen Dokumenten erfolgt nach persönlichen Vorlieben der Namensträger. (So variiert die Wiedergabe des ch-Lautes zwischen h, kh, ch und die Wiedergabe des Vokals /u/ zwischen u, oo und ou.) In der Wissenschaftsliteratur in in Lateinschrift schreibenden Ländern herrscht das Bemühen vor, innerhalb einer Publikation konsequent ein in sich geschlossenes Transkriptionsmodell zu verwenden; auch die öffentlichen Bibliotheken folgen einem festgelegten Modell, so zum Beispiel DIN 31636 seit 2006 in den Hochschulbibliotheken der deutschsprachigen Länder.
Die in der Tabelle angegebene israelische Aussprache ist die im Unterrichtswesen und den öffentlichem Medien verwendete Standardaussprache, die heute meist auch außerhalb Israels im Hebräischunterricht gelehrt wird. Daneben gab und gibt es verschiedene regionale Aussprachetraditionen, etwa in Aschkenas, im Jemen u. a., die im Rückzug begriffen sind und daher hier nicht berücksichtigt werden.
Hebräisch wird von rechts nach links geschrieben. Die Buchstaben stehen einzeln und werden auch in der Kursive (Schreibschrift) nicht miteinander verbunden. Die Seitenzählung in Büchern, Zeitungen und anderen Druckwerken erfolgt ebenso von rechts nach links; sie werden von links nach rechts geblättert.

## Geschichte des hebräischen Alphabets
Im 5./4. Jahrhundert v. Chr. wurde infolge der Ausdehnung des Perserreichs und nach Beendigung des babylonischen Exils der Israeliten Reichsaramäisch die Verwaltungssprache des Perserreichs und das aramäische Alphabet die allgemein verwendete Schrift nicht nur für das Aramäische selbst, sondern auch für andere Sprachen. Die althebräischen Schriftzeichen kamen außer Gebrauch.
In den Schriftrollen vom Toten Meer findet sich die althebräische Schrift noch gelegentlich vor allem zur Bezeichnung des Gottesnamens, und auch Münzen aus der Zeit des Bar-Kochba-Aufstands weisen noch die alten Schriftzeichen auf.
Im 2. Jahrhundert n. Chr. wurde die althebräische Schrift von den Rabbinen als für heilige Texte unbrauchbar erklärt. An ihrer Stelle legten sie die bis heute im Hebräischen übliche aus dem jüdisch-aramäischen Duktus entwickelte hebräische Buchschrift oder Quadratschrift als kanonisch fest. Hingegen wird die Bibel der Samaritaner, der Samaritanische Pentateuch, bis heute in der samaritanischen Schrift, einer weiterentwickelten Form der althebräischen Schrift, geschrieben.
Daneben existieren eine Reihe von epochenabhängigen regional verwendeten Kursivschriften, die die Quadratschrift mit handschriftlichem Schwung nachbilden und sich schneller schreiben lassen, darunter die moderne hebräische Schreibschrift, die sich im 19. Jahrhundert im deutsch-aschkenasischen Bereich ausbildete.

## Formale Besonderheiten
Die Setzung der Schriftzeichen der hebräischen Schrift ist linksläufig. Es gibt keine Unterscheidung von Groß- und Kleinschreibung. Fünf Buchstaben haben am Wortende eine besondere Form.
Alle Buchstaben sind ursprünglich reine Konsonantenzeichen (Konsonantenschrift), doch werden vier Konsonantenzeichen auch verwendet, um Vokale darzustellen: Aleph, He, Waw und Jod (sie werden als Matres lectionis bezeichnet). In vielen Wörtern kann jedoch nur ein Teil der Vokale mittels Matres lectionis dargestellt werden; vor allem /a/ und /e/ außer am Wortende werden nie geschrieben. In Texten kommen für dasselbe Wort Schreibungen mit und ohne Matres lectionis (in Plene-Schreibung bzw. defektiver Schreibung) vor. In der modernen Orthografie des Jiddischen hingegen ist die hebräische Schrift keine Konsonantenschrift mehr, alle Vokale werden als Buchstaben dargestellt: /e/ als Ajin, /a/ und /o/ als Alef sowie /i/, /u/, /ei/ und /oi/ mithilfe von Jod und Waw.
Im 2. Jahrhundert v. Chr. wurden ältere Zahlzeichen von hebräischen Zahlen abgelöst. Dazu wurde jedem hebräischen Buchstaben ein Zahlwert zugewiesen. Um im Schriftbild Zahlen von Wörtern zu unterscheiden, werden Zahlen meist mit Apostrophen (Geresch und Gerschajim) markiert. Im heutigen Alltag werden Zahlen meist mit der international üblichen Form der arabischen Ziffern geschrieben; die hebräischen Zahlen werden vor allem noch für Datumsangaben nach dem jüdischen Kalender verwendet.

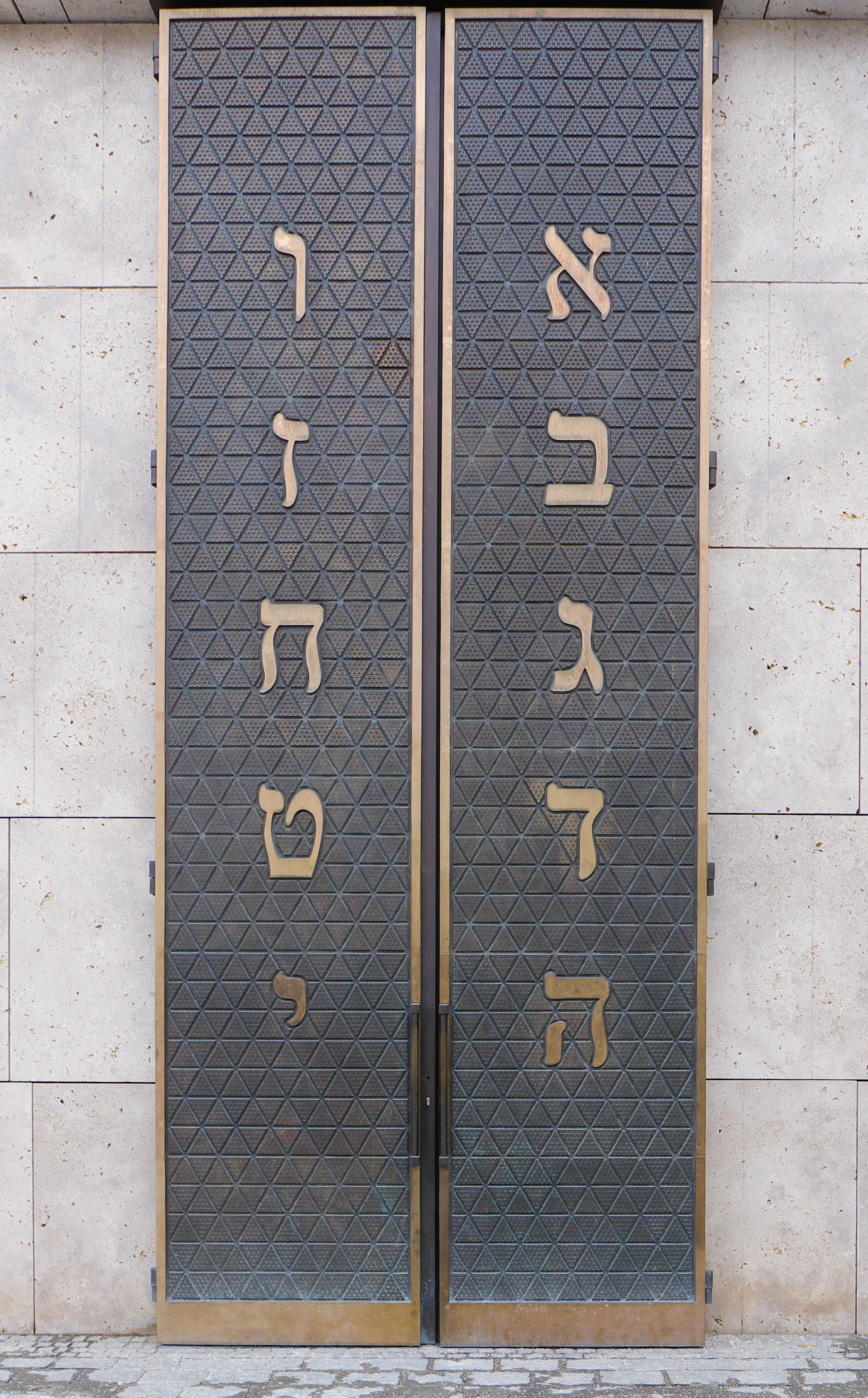
Die zehn ersten Buchstaben des hebräischen Alphabets, Aleph bis Jod, stehen auch für den Dekalog, die Zehn Gebote, hier von oben nach unten und von rechts nach links auf den Türen der Hauptsynagoge Ohel Jaakov in München (siehe auch Abecedarium)

## Masoretische Vokalisation (Punktierung)
In Bezug auf die masoretische Schreibung des Hebräischen mit Zusatzzeichen wird meist von Vokalisation gesprochen. Dies ist insofern ungenau, als zwar ein großer Teil dieser Zeichen dazu dient, Vokale darzustellen, ein kleinerer jedoch die Aussprache einzelner Konsonanten näher definiert. Ein genauerer alternativer Begriff, der in der Fachliteratur – neben Vokalisation – Verwendung findet, ist daher Punktierung. Vokalisation und Punktierung hebräischer Texte sind demnach dasselbe.
Um die Lesung des Konsonantentextes der Heiligen Schrift dauerhaft verbindlich in seiner „richtigen“ Form festzulegen, wurden verschiedene Systeme der Vokalisation (hebräisch נִקּוּד Niqqud od. Nikud, deutsch ‚Punktierung‘) entwickelt. Das tiberianische System ist seit dem 8. Jahrhundert n. Chr. voll ausgebildet und hat sich gegenüber dem palästinischen und babylonischen System durchgesetzt. Sein Name leitet sich von dem Ort Tiberias in Galiläa her, an dem es von den Masoreten entwickelt wurde. Dabei wird zur Angabe des Vokals ein aus Punkten und/oder kleinen Strichen bestehendes Zeichen unter oder über den Buchstaben gesetzt, nach dem es auszusprechen ist; steht ein Punkt in oder über dem Buchstaben Waw, ist dieser in der Regel als /u/ oder /o/ (ohne w-Laut) auszusprechen. Bibeln und Gebetbücher sind auf diese Weise punktiert.
Die Vokalisation wird im masoretischen Bibeltext auch zur Unterscheidung von Ketib (= ‚geschrieben, es ist geschrieben, wie geschrieben steht‘) und Qere (= ‚lies!‘) benutzt, um anzuzeigen, dass ein Wort anders zu lesen ist, als es der Konsonantentext darstellt, d. h. dass es eine alternative Textform gibt, die in Form einer Glosse am Seitenrand genannt ist. 
Handgeschriebene Torarollen, wie sie im Gottesdienst verwendet werden, enthalten im Gegensatz zu gedruckten Bibeln ebenso wie gewisse andere religiöse Texte keine Vokalisation, da diese die Mehrdeutigkeit einiger Textstellen auf einen bestimmten Sinn festlegt und damit den Gesamtsinn des Texts einschränkt.
Im Folgenden werden die Vokalzeichen vorgestellt:
| Name                | Aussehen (z. B. mit dem Buchstaben א) | Aussehen (z. B. mit dem Buchstaben א)                   | Umschrift | Umschrift     | Aussprache                                  | Aussprache                                  | Aussprache                                                                                        |
| Name                | Aussehen (z. B. mit dem Buchstaben א) | Aussehen (z. B. mit dem Buchstaben א)                   | Althebräisch | Neuhebräisch  | Masoretisch („Althebräisch“, rekonstruiert) | Masoretisch („Althebräisch“, rekonstruiert) | Israelisches Hebräisch                                                                            |
| ------------------- | ------------------------------------- | ------------------------------------------------------- | --- | ------------- | ------------------------------------------- | ------------------------------------------- | ------------------------------------------------------------------------------------------------- |
| Chiriq              | אִ                                     | ein Punkt mitten unter dem Buchstaben                   | i | i             | i/iː                                        | kurzes oder langes i                        | [i] (wie deutsches ie, aber kurz)                                                                 |
| Chiriq Magnum       | אִי                                    | Chiriq mit folgendem (stummen) Jod                      | i | i             | iː                                          | langes i                                    | [i] (wie deutsches ie, aber kurz)                                                                 |
| Sere                | אֵ                                     | zwei waagerecht angeordnete Punkte unter dem Buchstaben | ē | e             | eː                                          | langes e                                    | [ɛ̝] (wie kurzes deutsches ä)                                                                      |
| Sere Magnum         | אֵי                                    | Sere mit folgendem (stummen) Jod                        | ē | e             | eː                                          | langes e                                    | [ɛ̝] (wie kurzes deutsches ä)                                                                      |
| Seggol              | אֶ                                     | drei im Dreieck angeordnete Punkte unter dem Buchstaben | æ | e             | ɛ/ɛː                                        | kurzes oder langes ä                        | [ɛ̝] (wie kurzes deutsches ä)                                                                      |
| Seggol Magnum       | אֶי                                    | Seggol mit folgendem Jod                                | æ | e             | ɛː                                          | langes ä                                    | [ɛ̝] (wie kurzes deutsches ä)                                                                      |
| Patach              | אַ                                     | waagerechter Strich unter dem Buchstaben                | a | a             | a                                           | kurzes a                                    | [a] (kurzes a)                                                                                    |
| Qamäz gadol         | אָ                                     | Patach mit einem mittig anhängenden Tropfen             | ā | a             | aː                                          | langes a                                    | [a] (kurzes a)                                                                                    |
| Qamäz qatan/chatuph | אָ                                     | Patach mit einem mittig anhängenden Tropfen             | å | o             | ɔ                                           | kurzes offenes o                            | [ɔ̝] (kurzes o wie im deutschen „oft“)                                                             |
| Choläm              | אֹ                                     | Punkt links oberhalb des Buchstaben                     | ō | o             | oː                                          | langes o                                    | [ɔ̝] (kurzes o wie im deutschen „oft“)                                                             |
| Choläm Magnum       | וֹ                                     | Waw mit einem Punkt darüber (/w/ wird nicht gesprochen) | ō | o             | oː                                          | langes o; wie Choläm                        | [ɔ̝] (kurzes o wie im deutschen „oft“)                                                             |
| Qubbuz              | אֻ                                     | drei diagonal angeordnete Punkte unter dem Buchstaben   | u | u             | u/uː                                        | kurzes oder langes u                        | [u] (wie deutsches uh, aber kurz)                                                                 |
| Schuruq             | וּ                                     | Waw mit einem Punkt darin (/w/ wird nicht gesprochen)   | ū | u             | uː                                          | langes u                                    | [u] (wie deutsches uh, aber kurz)                                                                 |
| Chataph-Seggol      | אֱ                                     | Seggol mit Schwa rechts daneben                         | hochgestelltes æ | e             | ɛ̆                                           | sehr kurzes ä                               | [ɛ̝] (wie kurzes deutsches ä)                                                                      |
| Chataph-Patach      | אֲ                                     | Patach mit Schwa rechts daneben                         | hochgestelltes a | a             | ă                                           | sehr kurzes a                               | [a] (kurzes a)                                                                                    |
| Chataph-Qamäz       | אֳ                                     | Qamäz mit Schwa rechts daneben                          | hochgestelltes å | o             | ɔ̆                                           | sehr kurzes offenes o                       | [ɔ̝] (kurzes o wie im deutschen „oft“)                                                             |
| Schwa               | אְ                                     | zwei senkrecht angeordnete Punkte unter dem Buchstaben  | Schwa mobile: ə oder hochgestelltes e | e oder nichts | flüchtiger e-Laut                           | flüchtiger e-Laut                           | [ɛ̝] oder lautlos (unabhängig von seiner traditionellen Bezeichnung als „quiescens“ oder „mobile“) |
| Schwa               | אְ                                     | zwei senkrecht angeordnete Punkte unter dem Buchstaben  | Schwa quiescens: nichts | e oder nichts | lautlos                                     | lautlos                                     | [ɛ̝] oder lautlos (unabhängig von seiner traditionellen Bezeichnung als „quiescens“ oder „mobile“) |
| Schwa               | אְ                                     | zwei senkrecht angeordnete Punkte unter dem Buchstaben  | Schwa quiescens bedeutet nach den masoretischen Regeln Vokallosigkeit nach einer geschlossenen Silbe, hingegen Schwa mobile einen flüchtigen vokalischen Laut (in den heute geläufigen Umschriften mit ə, e oder hochgestelltem e angegeben). |               |                                             |                                             |                                                                                                   |

## Matres lectionis: Konsonantenbuchstaben, die Vokale abbilden
Einige Buchstaben des Konsonantenalphabets werden und wurden bereits vor Erfindung der oben beschriebenen Punktierung – fast von Anfang an der hebräischen Schriftlichkeit – dazu verwendet, bestimmte Vokale im Schriftbild darzustellen. Man nennt sie Matres lectionis (Singular: Mater lectionis). Dies sind: י Jod für /i/ und seltener für /e/; ו Waw für /o/ oder /u/; selten א Aleph für Vokale außer /u/; ה He am Wortende für /a/ oder /e/ und selten für /o/. Diese Buchstaben dienen gleichsam als Lesehilfen, die jedoch keine absolute Eindeutigkeit im Hinblick auf den Vokalbestand von Wörtern herstellen, da sie 1.) nicht genau anzeigen, welcher Vokal gemeint ist, und es 2.) zahlreiche Wörter gibt, in denen sie als Konsonant und nicht als Vokal stehen. 
Vokale mit Mater lectionis sind nach masoretischem Verständnis lang, während kurze Vokale keine Mater lectionis erfordern. In der modernhebräischen Schreibung werden in wesentlich mehr Wörtern Matres lectionis gesetzt, um möglichst viele Vokale abzubilden und das Lesen unpunktierter Texte zu erleichtern (Plene-Schreibung). Die Kurz-Lang-Regel der Masoreten gilt hier nicht.
Die Begriffe „lang“ und „kurz“ sind in der Phonetik des modernen Hebräisch ohnehin bedeutungslos, da in der israelischen Aussprache, die heute als Norm angenommen wird, alle Vokale kurz gesprochen werden. Ob und inwieweit die Unterscheidung zwischen Lang und Kurz ein vor allem theoretisches Modell der Masoreten war und ob diese Unterscheidung in der antiken hebräischen Sprache tatsächlich bestand, ist nicht nachweisbar. Jedenfalls werden in der hebräischen Poesie des 9./10./11. und folgender Jahrhunderte, also in unmittelbarem zeitlichem Anschluss an das Werk der Masoreten, bei der Bildung des Versmaßes Lang und Kurz ganz anders definiert: Als kurz galten hier alle Schwa mobile und Chataph-Laute, hingegen als lang alle anderen Vokale. Zudem: Die ältesten längeren, im Original erhaltenen Texte auf Hebräisch sind die um die Zeitenwende niedergeschriebenen Qumran-Texte, in denen eine Pleneschreibung vorherrscht, die der modernhebräischen ähnelt. Ein Unterschied zwischen Kurz und Lang, wie die Masoreten es im Mittelalter nachträglich für das Bibelhebräische postulieren, ist darin nicht erkennbar.

## Weitere diakritische Zeichen im Text
In vokalisierten Texten werden, wie eingangs gesagt, durch diakritische Zeichen nicht nur verschiedene Vokale sowie Vokallosigkeit angezeigt, sondern auch einige Konsonanten in ihrer Aussprache genauer bestimmt:
- Die Aussprache des Buchstabens Sin/Schin als sch-Laut wird durch einen Punkt auf dem rechten, die als s-Laut durch einen Punkt auf dem linken Arm des Buchstaben angezeigt.
- Die Verdoppelung eines Konsonanten, die zumindest in der modernhebräischen Aussprache meist nicht hörbar ist, sowie die plosive Aussprache der Buchstaben Bet, Kaf und Pe (also /b/, /k/ bzw. /p/) werden durch einen Punkt im Konsonanten angezeigt, das Dagesch.
- Steht ein He ה am Wortende nicht als Mater lectionis, sondern für den Konsonanten /h/, wird es mit einem Punkt versehen הּ, den Mappiq. Eine Verwechslung mit einem Dagesch ist ausgeschlossen, da ein He kein Dagesch tragen kann, weil Gutturale (also He, Chet, Ajin und auch Resch) im Hebräischen nie verdoppelt werden.

### Vokalisierter und akzentuierter Bibeltext
Der masoretische Bibeltext enthält zusätzlich zu den Diakritika des vorangegangenen Abschnitts weitere Zeichen, die Teamim, die die Bibelverse ähnlich wie Satzzeichen gliedern und die beim gesanglichen Rezitieren verwendete Melodie und die Betonungen festlegen. Sie werden ausschließlich in Bibeltexten verwendet.

## Regeln für die Plene-Schreibung mit Matres lectionis
Die Regeln zur Anwendung der Matres lectionis, also der oben genannten Konsonantenbuchstaben, die auch Vokale abbilden können, sind relativ einfach, kennen jedoch eine Reihe von Ausnahmen. Im umfangreichsten Hebräisch-Wörterbuch, dem in Israel herausgegebenen Hebräisch-Hebräisch-Wörterbuch von Even-Shoshan, werden sie ausführlich, den Regeln der israelischen Sprachakademie entsprechend, dargestellt. Die wichtigsten sind diese:
Generell wird, wie oben erläutert, empfohlen, alle u und o durch Waw darzustellen und die meisten i durch Jod. Ausgenommen sind von dieser allgemeinen Regel viele kurze (meist einsilbige) Wörter, Partikeln und Präpositionen.
Jod wird prinzipiell – nicht – für i in der ersten Silbe eines Wortes geschrieben, wenn diese geschlossen ist (d. h. wenn sie mit einem Konsonanten endet). Diese Regel betrifft etwa die Vorsilbe /mi-/ oder /ti-/, mit der zahlreiche Substantive beginnen, und in den Vorsilben des Imperfekts (Zukunft) im Verbstamm Qal (/ti-/, /ji-/, /ni-) sowie in der Vorsilbe /li-/ des Infinitiv derselben Verben.
Wenn ein Wort auf -a oder -e auslautet, wird dafür He geschrieben, wenn am Wortende nicht einer der stummen Konsonanten, Aleph und Ajin, steht. Wenige auf -o auslautende Wörter werden ebenfalls mit He (statt Waw) am Wortende geschrieben.
Der Vokal e wird gelegentlich durch Jod dargestellt, wenn er ursprünglich auf den Diphthong -ej zurückgeht. 
Wenn sich Matres lectionis an einer Stelle im Wort häufen, wird die Pleneschreibung reduziert: Jod soll nie vor oder nach einer Mater lectionis verdoppelt werden.
Einige Beispiele für Pleneschreibung:

meschuga (verrückt) מְשֻׁגָּע wird zu משוגע,

tiqqun (Reparatur) תִּקּוּן wird zu תיקון,

tiqwa (Hoffnung) תִּקְוָה; wird zu תקווה,

chodschajim (zwei Monate) חָדְשַׁיִם wird zu חודשיים.
Biblische Namen werden nicht plene geschrieben, z. B.:

Chava (Eva) חוה, d. h. nicht mit Doppel-Waw für w,

Mosche (Mose) משה, d. h. nicht mit Waw für o,

Jehoschua (Josua) יהושע, d. h. nicht mit Waw für u,

Schlomo (Salomo) שלמה, d. h. nicht mit Waw für o.
In Fremdwörtern und fremden Namen kann a in der betonten Silbe mit Aleph geschrieben werden. Jedoch soll dies eher restriktiv gehandhabt werden.

## Hebräisch im Vergleich mit verwandten alphabetischen Systemen
| Name des Buchstaben auf Hebräisch | Name des Buchstaben auf Hebräisch | Hebräische Schriftarten | Hebräische Schriftarten | Hebräische Schriftarten | Hebräische Schriftarten | Hebräische Schriftarten | Andere alphabetische Systeme | Andere alphabetische Systeme | Andere alphabetische Systeme | Andere alphabetische Systeme | Andere alphabetische Systeme | Andere alphabetische Systeme |
| Name des Buchstaben auf Hebräisch | Name des Buchstaben auf Hebräisch | Quadratschrift          | Quadratschrift          | Quadratschrift          | Kursive                 | Raschi-Schrift          | Phönizisches Alphabet        | Griechisches Alphabet        | Lateinisches Alphabet        | Kyrillisches Alphabet        | Nabatäisches Alphabet        | Arabisches Alphabet          |
| --------------------------------- | --------------------------------- | ----------------------- | ----------------------- | ----------------------- | ----------------------- | ----------------------- | ---------------------------- | ---------------------------- | ---------------------------- | ---------------------------- | ---------------------------- | ---------------------------- |
| אָלֶף                               | /'alef/                           | א                       | א                       | א                       |                         |                         |                              | Αα                           | Aa                           | Аа                           |                              | ا                            |
| בֵּית                               | /bet/                             | ב                       | ב                       | ב                       |                         |                         |                              | Ββ                           | Bb                           | Бб Вв                        |                              | ﺑ ب                          |
| גִּמֶל                               | /'gimel/                          | ג                       | ג                       | ג                       |                         |                         |                              | Γγ                           | Cc Gg                        | Гг                           |                              | ﺟ ج                          |
| דָּלֶת                               | /'dalet/, auch /'daled/           | ד                       | ד                       | ד                       |                         |                         |                              | Δδ                           | Dd                           | Дд                           |                              | دذ                           |
| הֵא                                | /he/, auch /hej/                  | ה                       | ה                       | ה                       |                         |                         |                              | Εε                           | Ee                           | Ее Єє                        |                              | ه هـ ـهـ ـه                  |
| וָו                                | /vav/                             | ו                       | ו                       | ו                       |                         |                         |                              | Υυ Ϝϝ                        | FfUuVv WwYy                  | Ѵѵ Уу                        |                              | و                            |
| זָיִן                               | /'zain/                           | ז                       | ז                       | ז                       |                         |                         |                              | Ζζ                           | Zz                           | Зз                           |                              | ز                            |
| חֵית                               | /χet/                             | ח                       | ח                       | ח                       |                         |                         |                              | Ηη                           | Hh                           | Ии                           |                              | ﺣح                           |
| טֵית                               | /tet/                             | ט                       | ט                       | ט                       |                         |                         |                              | Θθ                           | –                            | Ѳѳ                           |                              | طظ                           |
| יוֹד                               | /jod/, auch /jud/                 | י                       | י                       | י                       |                         |                         |                              | Ιι                           | Ii Jj                        | Іі Јј                        |                              | ﻳ ي                          |
| כַּף                                | /kaf/                             | כ ך                     | כ ך                     | כ ך                     |                         |                         |                              | Κκ                           | Kk                           | Кк                           |                              | ﻛ ك                          |
| לָמֶד                               | /'lamed/                          | ל                       | ל                       | ל                       |                         |                         |                              | Λλ                           | Ll                           | Лл                           |                              | ﻟ ل                          |
| מֵם                                | /mem/                             | מ ם                     | מ ם                     | מ ם                     |                         |                         |                              | Μμ                           | Mm                           | Мм                           |                              | ﻣ م                          |
| נוּן                               | /nun/                             | נ ן                     | נ ן                     | נ ן                     |                         |                         |                              | Νν                           | Nn                           | Нн                           |                              | ﻧ ن                          |
| סָמֶךְ                               | /'sameχ/                          | ס                       | ס                       | ס                       |                         |                         |                              | Ξξ Χχ                        | Xx                           | Ѯѯ Хх                        |                              | ?                            |
| עַיִן                               | /'ain/                            | ע                       | ע                       | ע                       |                         |                         |                              | Οο                           | Oo                           | Оо                           |                              | ﻋ ع ء غـ غ                   |
| פֵּא                                | /pe/, auch /pej/                  | פ ף                     | פ ף                     | פ ף                     |                         |                         |                              | Ππ                           | Pp                           | Пп                           |                              | ﻓ ف                          |
| צָדֵי                               | /'tsade/, auch /'tsadik/          | צ ץ                     | צ ץ                     | צ ץ                     |                         |                         |                              | Ϻϻ                           | -                            | Цц Чч                        |                              | ﺻ ص ضـ ض                     |
| קוֹף                               | /kof/, auch /kuf/                 | ק                       | ק                       | ק                       |                         |                         |                              | Ϙϙ                           | Qq                           | Ҁҁ                           |                              | ﻗ ق                          |
| רֵישׁ                               | /reʃ/, auch /rejʃ/                | ר                       | ר                       | ר                       |                         |                         |                              | Ρρ                           | Rr                           | Рр                           |                              | ر                            |
| שִׁין                               | /ʃin/                             | ש                       | ש                       | ש                       |                         |                         |                              | Σσς                          | Ss                           | Сс Шш                        |                              | سـ س شـ ش                    |
| תָּו                                | /tav/, auch /taf/                 | ת                       | ת                       | ת                       |                         |                         |                              | Ττ                           | Tt                           | Тт                           |                              | ﺗ ت ﺛ ث                      |